# Filipińskie Siły Ekspedycyjne do Korei
Filipińskie Siły Ekspedycyjne do Korei (tagalski Puwersang Expedisyonarya ng Pilipinas sa Korea, ang. Philippine Expeditionary Force to Korea) – formacja wojskowa armii filipińskiej podczas wojny koreańskiej (1950–53).

## Historia
Wojna koreańska wybuchła 25 czerwca 1950. W letniej kampanii armia Korei Północnej zyskała przewagę nad siłami Korei Południowej. Stany Zjednoczone Ameryki przeforsowały na forum ONZ wysłanie do Korei Południowej oddziałów wojskowych nazwanych „oddziałami ONZ” (aczkolwiek ONZ nie sprawował nad nimi dowództwa).
Na początku października 1950 na Filipinach zostały sformowane Filipińskie Siły Ekspedycyjne do Korei (PEFTOK). Składały się one z pięciu Bojowych Oddziałów Batalionowych w sile wzmocnionych batalionów piechoty. Liczyły ogółem 7420 żołnierzy. Każdy Bojowy Oddział Batalionowy miał trzy kompanie strzeleckie i baterię artylerii. 19 października przybył do Pusanu liczący 1400 żołnierzy 10 Zmotoryzowany Bojowy Oddział Batalionowy pod dowództwem ppłk. Mariano Azurina, a następnie ppłk. Dionisia S. Ojedy. W jego składzie znajdowała się zmotoryzowana kompania rozpoznawcza, wyposażona w lekkie czołgi M24 Chaffee, a także kompania pancerna, ale bez czołgów. Amerykanie mieli ją uzbroić w średnie czołgi M4 Sherman, ale nic z tego nie wyszło. Oddział służył do września 1951, kiedy powrócił na Filipiny. W kwietniu tego roku do Korei Południowej przybył 20 Bojowy Oddział Batalionowy pod dowództwem płk. Salvadora Abcede. W kwietniu 1952 zastąpił go 19 Bojowy Oddział Batalionowy pod dowództwem płk. Ramona Z. Aquirre. W marcu 1953 roku 19 Bojowy Oddział Batalionowy został zastąpiony 14 Bojowym Oddziałem Batalionowym. Ostatnim filipińskim oddziałem w Korei był 2 Bojowy Oddział Batalionowy. 20., 19. i 2. Bojowe Oddziały Batalionowe miały doświadczenie wojskowe z okresu walk z powstańcami Hukbongu na wyspach filipińskich trwającymi od końca II wojny światowej.
Filipińczycy w różnych okresach wojny byli przydzieleni do amerykańskiej 25 DP, 3 DP, 45 DP oraz 1 Dywizji Kawalerii. 2 Bojowy Oddział Batalionowy powrócił do ojczyzny w połowie maja 1955. Ponadto w Tokio działał filipiński sztab łącznikowy, składający się z 1 oficera i 16 żołnierzy. Filipińczycy wyróżnili się podczas ciężkich walk w rejonie Yultong pod koniec kwietnia 1951, czy o wzgórze Eerie od marca do czerwca 1952. Łączne straty oddziałów filipińskich wyniosły 92 zabitych, 356 rannych i 57 zaginionych.